# 学校法人共立薬科大学
学校法人共立薬科大学（がっこうほうじんきょうりつやっかだいがく）とは、東京都港区芝公園一丁目5番30号にかつて存在した日本の学校法人である。

## 沿革
- 1930年 - 東京都港区芝公園に共立女子薬学専門学校を設立
- 1949年 - 学制改革により共立薬科大学へ改組
- 1951年 - 学校法人へ改組
- 1966年 - 浦和分校設置
- 1975年 - 本校を芝校舎、浦和分校を浦和校舎とそれぞれ改称
- 2006年 - 慶應義塾大学との合併基本合意書を締結
- 2007年 - 慶應義塾大学と合併契約書を締結し、文部科学省に対して合併認可申請書を提出、認可
- 2008年 - 文部科学省に対し「共立薬科大学廃止認可申請」を提出 、認可、学校法人廃止

## 設置機関
- 共立薬科大学